# Villers-devant-le-Thour
Villers-devant-le-Thour és un municipi francès situat al departament de les Ardenes i a la regió del Gran Est. L'any 2007 tenia 329 habitants.

## Demografia

### Població
El 2007 la població de fet de Villers-devant-le-Thour era de 329 persones. Hi havia 127 famílies de les quals 24 eren unipersonals (14 homes vivint sols i 10 dones vivint soles), 48 parelles sense fills, 48 parelles amb fills i 7 famílies monoparentals amb fills.
La població ha evolucionat segons el següent gràfic:
Habitants censats

### Habitatges
El 2007 hi havia 153 habitatges, 128 eren l'habitatge principal de la família, 13 eren segones residències i 12 estaven desocupats. 151 eren cases i 2 eren apartaments. Dels 128 habitatges principals, 111 estaven ocupats pels seus propietaris, 12 estaven llogats i ocupats pels llogaters i 5 estaven cedits a títol gratuït; 1 tenia una cambra, 1 en tenia dues, 9 en tenien tres, 32 en tenien quatre i 85 en tenien cinc o més. 109 habitatges disposaven pel capbaix d'una plaça de pàrquing. A 56 habitatges hi havia un automòbil i a 60 n'hi havia dos o més.

### Piràmide de població
La piràmide de població per edats i sexe el 2009 era:
| Homes | Edats   | Dones |
| ----- | ------- | ----- |
| 0     | 95 o +  | 1     |
| 0     | 90 a 94 | 0     |
| 7     | 85 a 89 | 4     |
| 1     | 80 a 84 | 3     |
| 5     | 75 a 79 | 10    |
| 6     | 70 a 74 | 11    |
| 13    | 65 a 69 | 4     |
| 8     | 60 a 64 | 8     |
| 8     | 55 a 59 | 12    |
| 15    | 50 a 54 | 10    |
| 12    | 45 a 49 | 17    |
| 9     | 40 a 44 | 12    |
| 11    | 35 a 39 | 5     |
| 6     | 30 a 34 | 9     |
| 7     | 25 a 29 | 6     |
| 5     | 20 a 24 | 6     |
| 17    | 15 a 19 | 11    |
| 9     | 10 a 14 | 13    |
| 6     | 5 a 9   | 6     |
| 8     | 0 a 4   | 2     |

## Economia
El 2007 la població en edat de treballar era de 201 persones, 146 eren actives i 55 eren inactives. De les 146 persones actives 133 estaven ocupades (77 homes i 56 dones) i 13 estaven aturades (6 homes i 7 dones). De les 55 persones inactives 29 estaven jubilades, 8 estaven estudiant i 18 estaven classificades com a «altres inactius».

### Ingressos
El 2009 a Villers-devant-le-Thour hi havia 149 unitats fiscals que integraven 377 persones, la mediana anual d'ingressos fiscals per persona era de 15.695 €.

### Activitats econòmiques
Dels 14 establiments que hi havia el 2007, 1 era d'una empresa de fabricació d'altres productes industrials, 5 d'empreses de construcció, 3 d'empreses de comerç i reparació d'automòbils, 2 d'empreses de transport, 1 d'una empresa immobiliària, 1 d'una empresa de serveis i 1 d'una empresa classificada com a «altres activitats de serveis».
Dels 6 establiments de servei als particulars que hi havia el 2009, 1 era un taller de reparació d'automòbils i de material agrícola, 1 paleta, 1 guixaire pintor, 2 fusteries i 1 lampisteria.
L'any 2000 a Villers-devant-le-Thour hi havia 10 explotacions agrícoles.

## Poblacions més properes
El següent diagrama mostra les poblacions més properes.